# Safety Instruction Card

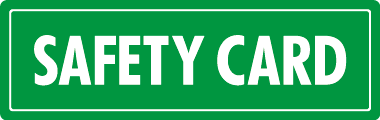
Seit 2005 für deutsche Fluggesellschaften verpflichtendes Symbol zur Kennzeichnung von Safety Cards

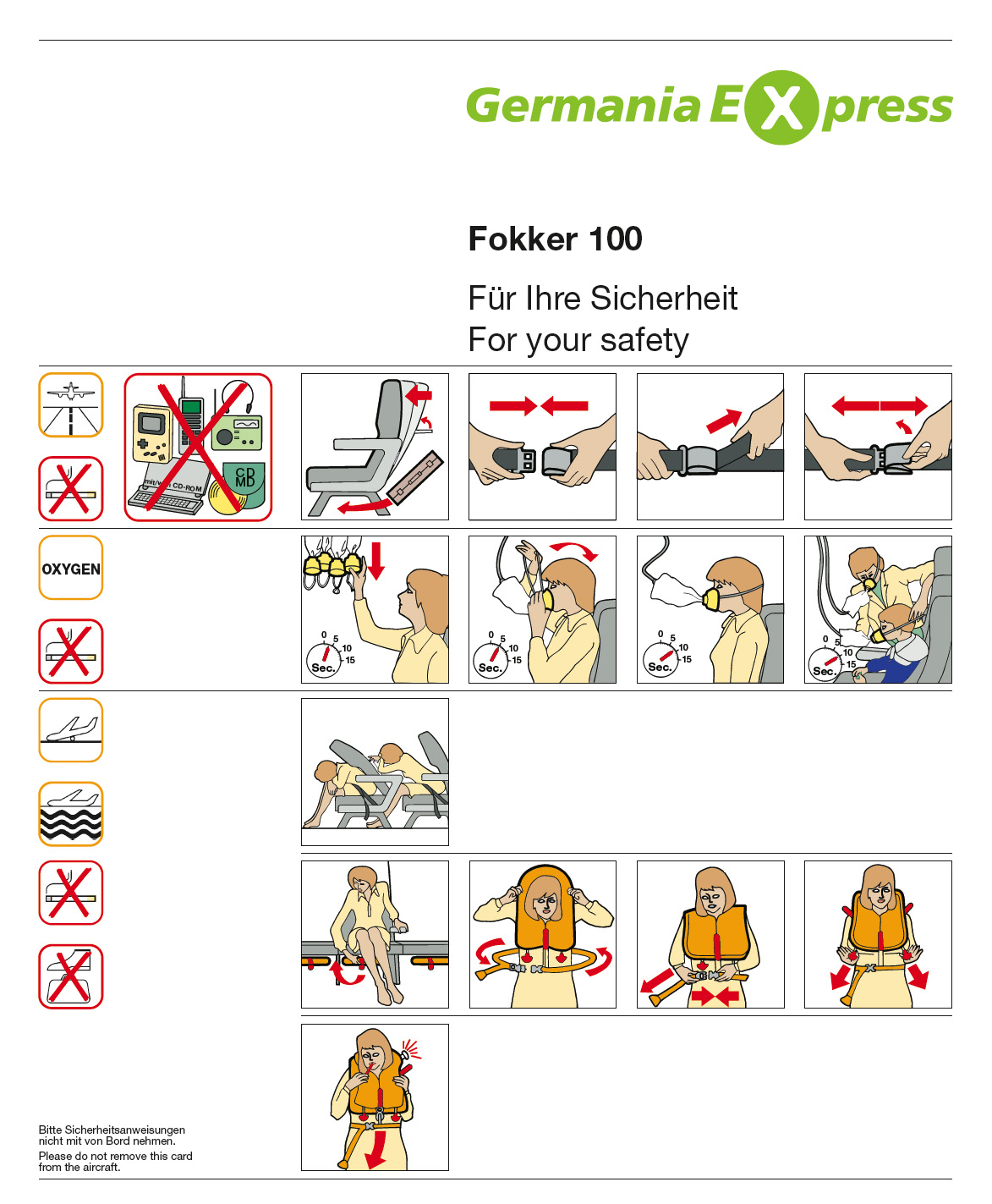
Safety Card der Fokker 100 der Germania

Eine Safety Instruction Card (kurz Safety Card) ist ein Dokument, welches den Passagieren an Bord eines Flugzeugs die Prozeduren im Falle eines Notfalls erklärt.
Safety Cards findet man normalerweise auf allen kommerziellen Flügen. Sie befinden sich normalerweise in der Sitztasche vor jedem Passagier.
Die Karten sind oft laminiert oder aus Plastik und enthalten Instruktionen, die den jeweiligen Flugzeugtypen angepasst sind. Bei einigen Billigfluggesellschaften befindet sich die Safety Card in Form eines Aufklebers auf der Rückseite der Sitzlehne des Vordersitzes.
Die Karten zeigen meistens Abbildungen, die dem Passagier grafisch Prozeduren wie die Verwendung der Sitzgurte, die Sitzposition im Falle einer Notlandung, die Verwendung der Sauerstoffmasken, das Öffnen der Notausgänge oder die Verwendung der Schwimmwesten erläutern.
Da die Karten meistens aus Grafiken bestehen, werden sie auch von den Passagieren verstanden, die eine andere Sprache als die Flugbegleiter sprechen.
Neben normalen Safety Cards befinden sich bei manchen Fluggesellschaften in den Sitzreihen bei den Notausstiegen über den Tragflächen zusätzliche Karten, die im Speziellen auf die korrekte Bedienung dieser Notausstiege hinweisen sollen.
Das Luftfahrt-Bundesamt hat zur Vereinheitlichung der in Deutschland von Fluggesellschaften verwendeten Safety Cards einen Leitfaden herausgegeben, der die Verwendung bestimmter Symbole und Piktogramme empfiehlt.
Safety Cards sind auch ein beliebter Sammelartikel bei luftfahrtinteressierten Personen. Die Entfernung von Bord eines Flugzeuges ist verboten, da es sich hierbei um einen Teil der Notausrüstung der Maschine handelt.